# Monastero dell'Apostolo Andrea
Il Monastero dell'Apostolo Andrea (in greco Απόστολος Ανδρέας? ; in turco Apostolos Andreas Manastırı) è un monastero che si trova poco più a sud-ovest del promontorio omonimo, nell'estremo nord-est dell'isola da Cipro, nel territorio del comune di Dipkarpaz (o Rizokárpaso) nella penisola del Karpas. Questo monastero è dedicato a Sant'Andrea Apostolo e rappresenta un sito importante per i ciprioti di fede ortodossa. Il monastero non è servito da una comunità di monaci, ma da un gruppo di volontari, sacerdoti e laici. Sia la comunità greco-cipriota che quella turco-cipriota considerano il monastero un luogo sacro e, come tale, è visitato da molti fedeli per preghiere votive.

## Storia
La tradizione narra che, durante un viaggio in Terra Santa, una nave che trasportava Sant'Andrea andò fuori rotta colpendo le rocce nei pressi del promontorio di questo luogo. Sant'Andrea scendendo dalla nave toccò le rocce, dalle quali iniziò a sgorgare acqua che dai poteri curativi guarì la cecità del capitano. Successivamente, il sito divenne un luogo di pellegrinaggio. Un monastero fortificato fu costruito nel XII secolo e l'imperatore Isacco Comneno avrebbe negoziato in questo posto la sua resa a Riccardo Cuor di Leone. Nel XV secolo venne costruita una piccola cappella vicino alla riva. La chiesa principale del monastero risale al XVIII secolo, mentre gli edifici principali risalgono al secolo successivo. 

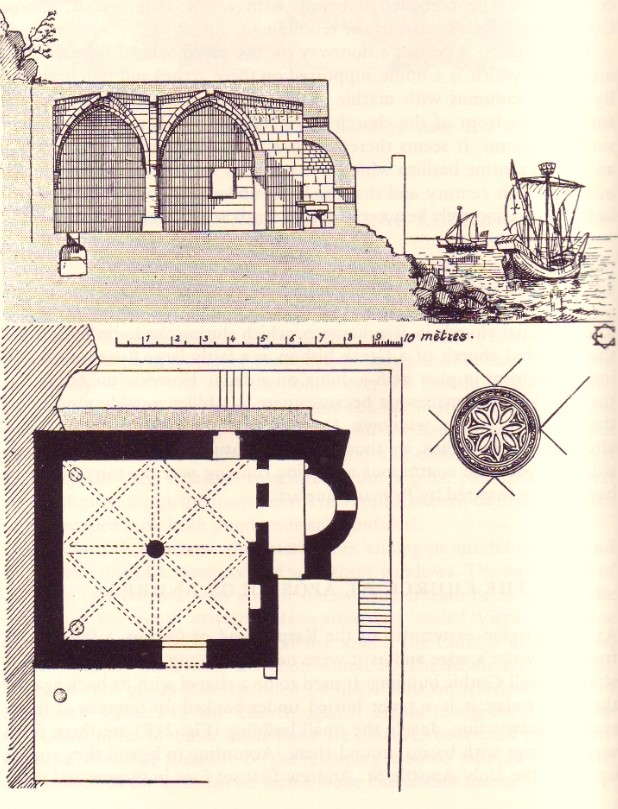
Cappella del monastero

La tradizione di andare in pellegrinaggio è relativamente recente, risalente al XX secolo. La storia narra che nel 1895 fu rapito il figlio di una donna di nome Maria Georgiou. Dopo diciassette anni il Santo apparve in sogno alla signora dicendole di pregare per il ritorno del figlio al monastero. Vivendo in Anatolia, intraprese la traversata verso l'isola di Cipro su una nave molto affollata. Durante il viaggio, raccontando la sua storia, uno dei passeggeri, un giovane prete derviscio, si mostrò sempre più interessato. Le chiese se suo figlio avesse un tratto distintivo e, dopo aver menzionato un paio di voglie, si tolse vestiti per rivelare gli stessi segni descritti: madre e figlio furono così riuniti.
Dopo l'invasione turca di Cipro nel 1974, i pellegrinaggi sul sito divennero meno frequenti. Il monastero cadde in rovina, ma fu trovato un finanziamento, con l'aiuto delle Nazioni Unite, che rese possibile un lavoro di restauro.

## Restauro
Nel 2008 è stato creato un comitato tecnico bi-comunitario responsabile della protezione del patrimonio culturale dell'isola. Il comitato di coordinamento ha lanciato un piano di restauro. All'inizio, la Chiesa di Cipro era titubante ad aderire all'operazione poiché il documento elaborato dal Programma delle Nazioni Unite citava dei donatori ma non menzionava un nome specifico come proprietario del monastero. Tuttavia, questa posizione viene rivista a fine gennaio 2013, quando le Nazioni Unite hanno formulato una proposta in modo tale che il progetto proseguisse sulla base di un partenariato multi-donatore consentendo a più di un donatore di finanziare il progetto. Il Programma di sviluppo delle Nazioni Unite ha firmato infine un memorandum d'intesa con la Chiesa di Cipro e la fondazione religiosa statale turco-cipriota, EVKAF.
Il 12 gennaio 2013, le autorità della parte settentrionale di Cipro dichiarano che il monastero avrebbe beneficiato di importanti lavori di restauro per un importo superiore a 5 milioni di euro. I lavori di restauro sono stati eseguiti da un team internazionale di esperti e finanziati dalla Chiesa di Cipro ( 2.500.000 euro ), EVKAF ( 2.500.000 euro) e dall'Agenzia per lo sviluppo internazionale degli Stati Uniti (USAID, 25.000 euro).

## Citazioni letterarie
Il monastero viene citato nell'importante testo mistico del sociologo cipriota Kyriacos Markides, " Fuoco nel cuore", in cui viene esposto il significato simbolico del monastero per i ciprioti. "La tradizione locale registra molte storie di miracoli straordinari e fenomeni di guarigione attribuiti all'icona del santo. Sia i greci che i turco-ciprioti dicono di essere stati guariti dai poteri del santo. Ancora più importante, Apostolos Andreas simboleggia la totalità e l'integrità di Cipro"
(Vicenza, Edizioni Punto d'Incontro,1995, p.165).